# Atomkémkedés
Az atomkémkedés vagy nukleáris kémkedés a nukleáris fegyverek fejlesztésére, tesztelésére, használatára, mennyiségére vonatkozó információkra irányul. Mivel a nukleáris fegyverkezést államok végzik, ezért ezek az információk fontos állami titoknak minősülnek, minden nukleáris programmal rendelkező ország szigorú intézkedéseket léptetett életbe a titkok védelme érdekében. A nukleáris fegyverkezésre vonatkozó információk terjedését a különféle tilalmi egyezmények (pl. Atomsorompó Egyezmény) is tiltja. Azok az országok, amelyek nem rendelkeznek ezekkel az információkkal, az atomkémkedés révén tudják ezeket megszerezni és saját programjukban felhasználni.

## Manhattan terv

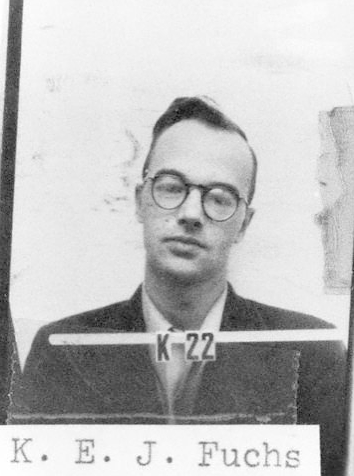
Klaus Fuchs volt az egyik legfontosabb nukleáris kém, aki a Manhattan Project-en dolgozott.

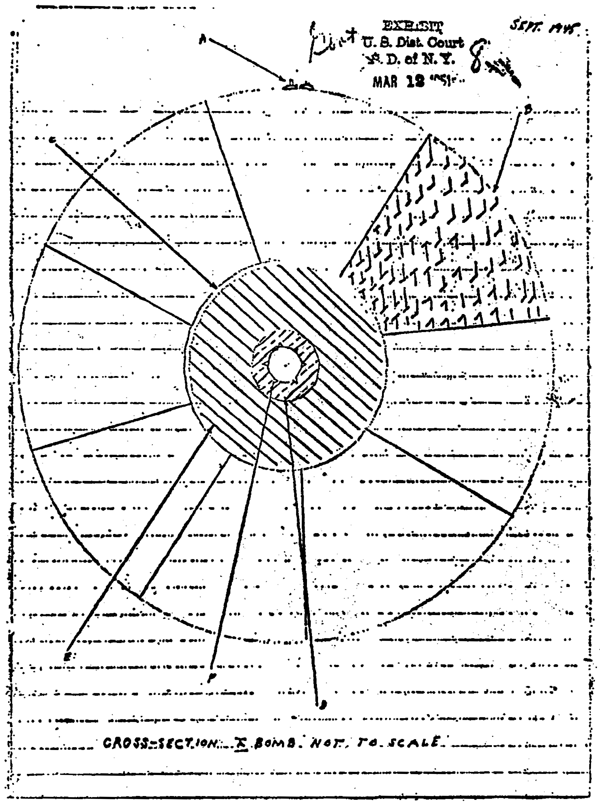
Egy nukleáris fegyver rajza, amelyet David Greenglass készített és Fuchs-nak adott, hogy az eljuttassa a Szovjetunióba a Rosenberg házaspár segítségével

A második világháború során az Amerikai Egyesült Államok és szövetségesei létrehozták a nukleáris fegyverek kifejlesztésére irányuló Manhattan tervet. A terv során az USA kifejlesztette az első működő atomreaktort és később az első nukleáris fegyvereket, azonban a projekt során számos esetben a részt vevő tudósok vagy technikusok információkat juttattak el a Szovjetuniónak, amely szintén dolgozott a saját atomfegyverein. Az atomkémek (angolul Atom Spies) tevékenysége a hidegháború alatt is folytatódott. Az atomkémek tevékenységét, akik között számos kommunista párttag vagy szimpatizáns volt, az 1950-es években kezdték feltárni, amikor az USA-ban erősen kommunistaellenes hangulat volt és számos ítéletet politikai indíttatásúnak tartanak azóta is. A kémkedési tevékenység feltárásában a legnagyobb szerepet a VENONA kódnéven ismert kódtörési művelet kapta, amelyet az Egyesült Államok és az Egyesült Királyság titkosszolgálatai végeztek és a Szovjetunió, valamint a szovjet titkos ügynökök közötti üzenetváltások megfejtésére irányult.
A legismertebb atomkémek:
- Klaus Fuchs – német származású elméleti fizikus, aki a nácik elől Nagy-Britanniába menekült, majd tagja volt a Los Alamos National Laboratory kutatóintézetbe küldött brit csoportnak, akik az USA első nukleáris fegyvereinek kifejlesztésén dolgozott. Miután felfedezték és letartóztatták, Nagy-Britanniában töltötte le börtönbüntetését és szabadulása után az NDK-ban telepedett le. Fuchs részt vett a projekt számos tevékenységében és az egyik legértékesebb atomkém volt, mivel rengeteg információt szerzett a fissziós bombákról, az USA első hidrogénbombájáról (fúzióval erősített atombomba).
- Theodore Hall – amerikai fizikus, aki szintén a Los Alamos-i kutatóintézetben dolgozott és kilétét csak a 20. század vége felé fedték fel. Kémkedési tevékenységéért sosem tartóztatták le, de állítólag bevallotta családjának és riportereknek.
- David Greenglass – amerikai technikus, aki a Los Alamos-i kutatóintézetben dolgozott a Manhattan terv során. Greenglass bevallotta, hogy az atomfegyver működését ábrázoló kezdetleges rajzokat juttatott el a szovjeteknek a második világháború alatt. Vallomásának egyes, nővérére és sógorára (a Rosenberg-házaspár) vonatkozóan terhelő részeit feltehetően a titkosszolgálatok találták ki, hogy ezzel is biztosítsák utóbbiak elítélését.[forrás?] Greenglass saját magára nézve terhelő vallomást tett és hosszú börtönbüntetést kapott.

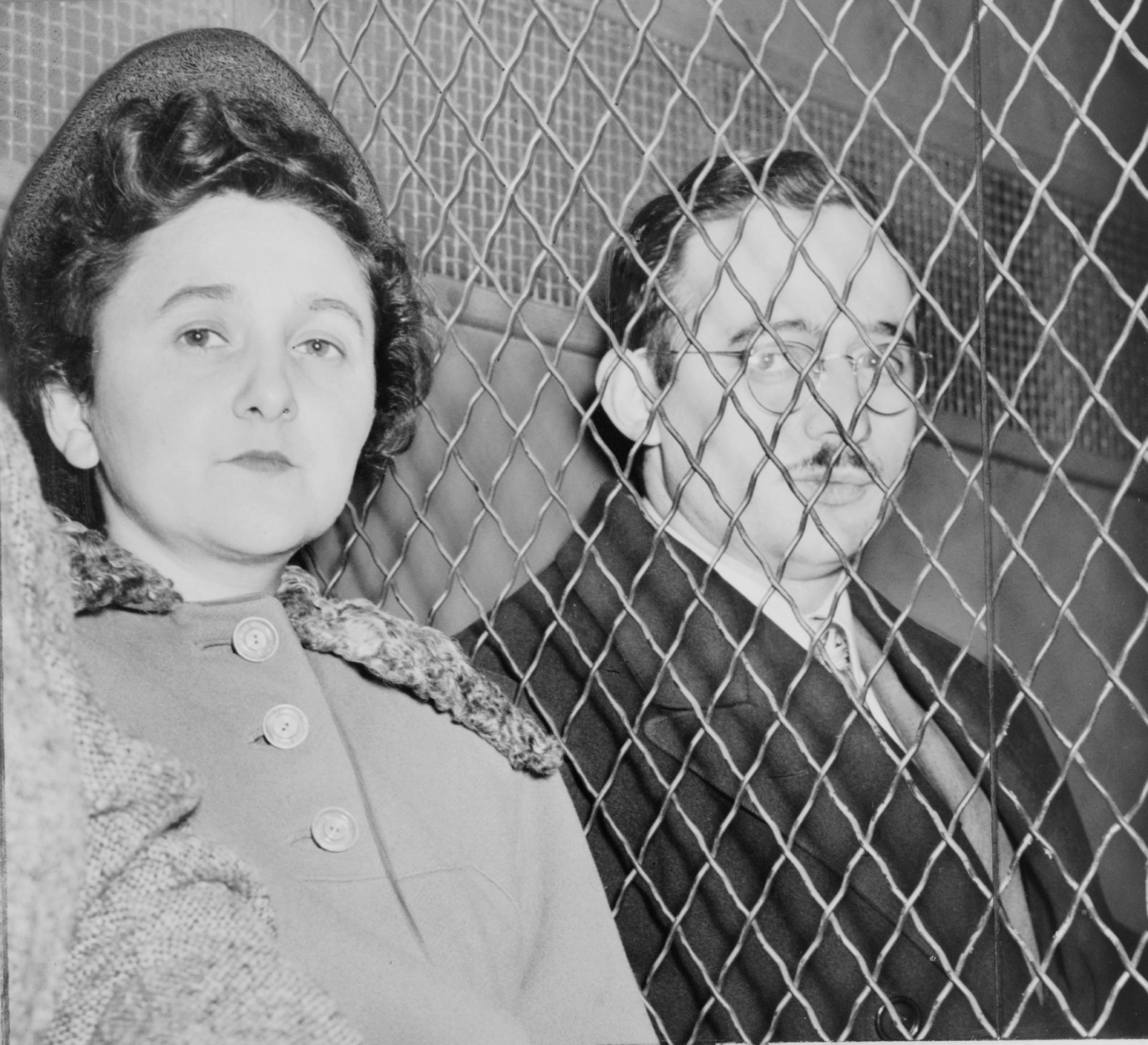
A Rosenberg házaspár, akik a kommunista párt tagjaiként kémkedtek

- George Koval – amerikai születésű, de belorusz származású volt. Visszatért a Szovjetunióba, a Vörös Hadsereg katonája volt, majd a katonai hírszerző szolgálat (a GRU) tagja lett. Miután visszatért az USA-ba, az amerikai hadsereg katonája lett és a Különleges Műszaki Különítmény (Special Engineering Detachment) tagjaként a sugárzásvédelemért volt felelős. Az Oak Ridge National Laboratory kutatóintézetből megszerezte az egyik első atomfegyver, a Fat Man plutóniumbomba detonátorának tervrajzait. Tevékenységére egészen 2007-ig nem is derült fény, amikor Vlagyimir Putyin orosz elnök posztumusz kitüntetést adományozott neki.
- Ethel és Julius Rosenberg – amerikai házaspár, akik a kommunista párt tagjaiként részt vettek az atomkémek tevékenységének megszervezésében és irányításában. Manapság a legtöbb kutató megegyezik abban, hogy Julius valóban végzett ilyen tevékenységet, de felesége csupán pénzt szállított és gépelt. A Rosenberg házaspár egyik tagja sem tett vallomást, nem ismerték el egyik vádpontot sem. Részben Greenglass vallomása alapján elítélték és 1953-ban kivégezték őket. Nyikita Szergejevics Hruscsov emlékirataiban kifejezte háláját a házaspár iránt, akik sokat segítettek a szovjet atombomba elkészítésében.[1]
- Harry Gold – vallomása alapján Greenglass és Fuchs között játszott közvetítői szerepet.

Azt napjainkban is vitatják, hogy az atomkémek által megszerzett és közvetített információ milyen szerepet játszott a Szovjetunió atomprogramjában, milyen mértékben segítette azt.

## Izrael

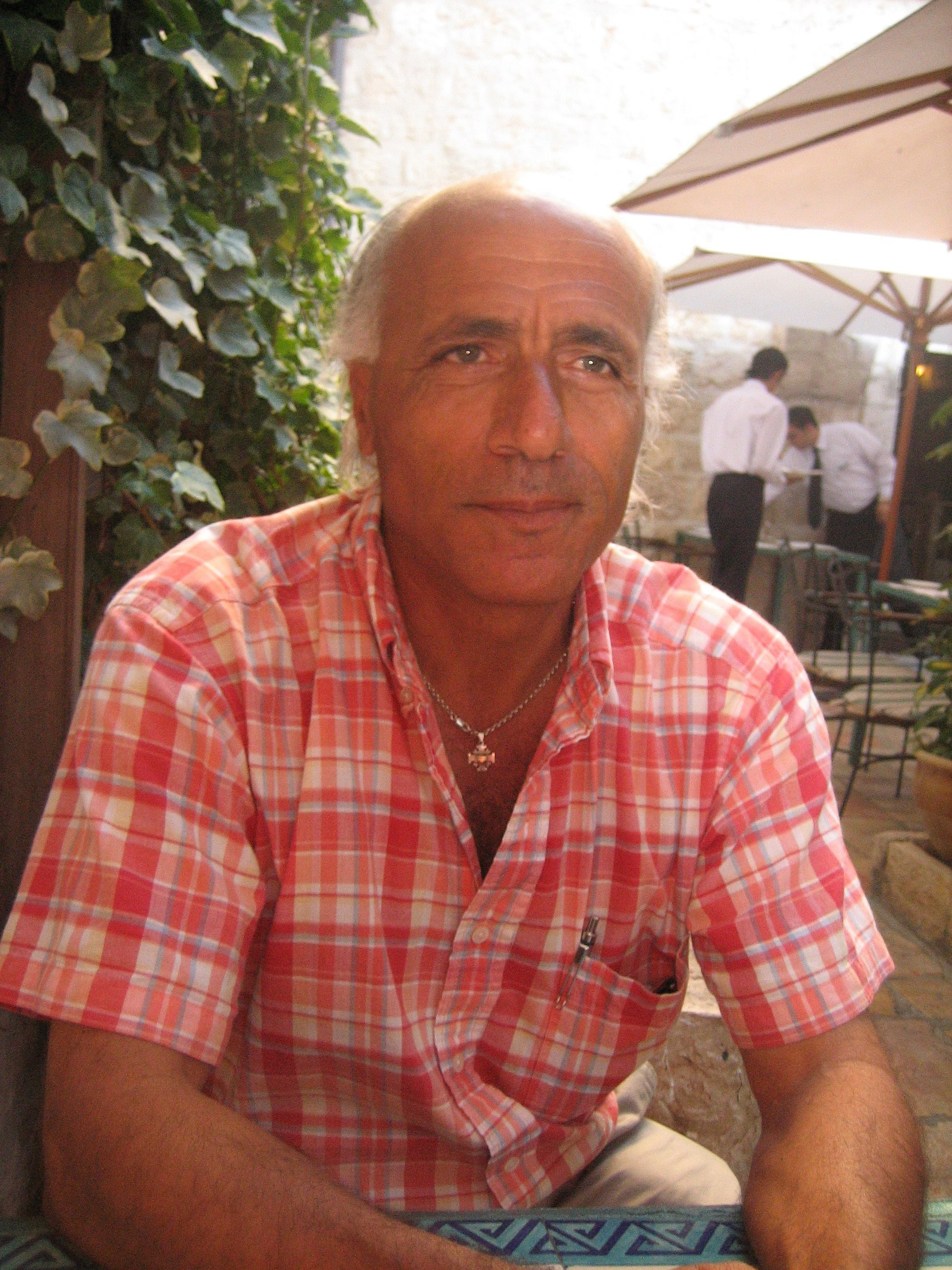
Mordechai Vanunu (2009)

A marokkói származású Mordechai Vanunu szüleivel és tíz testvérével 1963-ban települt át Izraelbe. Vanunu, aki korábban az izraeli kormány Negev Nuclear Research Center kutatóintézetében dolgozott, 1986-ban titkos információkat adott át a sajtónak az izraeli atomprogrammal kapcsolatban és ezzel megerősítette azt, amit régóta sejteni lehetett: hogy Izrael nukleáris fegyverek kidolgozásán dolgozik és azokkal rendelkezik. Izrael sosem ismerte be, de nem is tagadta az atomprogram létezését. Vanunu-t az izraeli titkosszolgálatok elrabolták és Izraelbe hurcolták, ahol bíróság elé állították és hazaárulásért, valamint kémkedésért elítélték. 18 évet töltött börtönben, ebből 11 évet magánzárkában. 2004-ben szabadult, de azóta többször is letartóztatták, mivel megsértette szabadon bocsátásának feltételeit (pl. interjút mert adni külföldi újságíróknak).
Vanunu igazából nem vett részt nukleáris kémkedésben, támogatói szerint cselekedeteit lelkiismerete alapján végezte. Az izraeli állam továbbra is árulónak és kémnek tartja, mivel információit (a sajtón keresztül) Izrael ellenségei is megszerezték. Letartóztatása, elítélése, szabadon bocsátása és a személyi szabadságát korlátozó intézkedések a mai napig vita tárgyát képzik.

## Kínai Népköztársaság

A W88 típusú atomtöltet tervrajza, a Teller–Ulam elrendezés alapján készített kisméretű atomtöltet, amelyet állítólag kínai ügynökök elloptak.

1999-ben az amerikai képviselőház nemzetbiztonsági bizottságának jelentése, amelyet Christopher Cox képviselő írt alá (és Cox-jelentés néven ismerték), feltárta, hogy az amerikai titkosszolgálatok szerint a Kínai Népköztársaság folyamatosan az amerikai atomfegyverek és atomprogram titkainak megszerzésére törekszik. A kémkedés fő célpontjai az atomfegyverek fejlesztésével foglalkozó kutatóintézetek, mint a Los Alamos National Laboratory, a Lawrence Livermore National Laboratory, az Oak Ridge National Laboratory és a Sandia National Laboratories. A jelentés szerint Kínának sikerült megszereznie az Egyesült Államok összes fejlett termonukleáris robbanótöltetére vonatkozó tervezési információkat az 1970-es évektől kezdve, beleértve az olyan kisméretű, korszerű robbanótölteteket, amelyeket az önállóan célra vezethető MIRV robbanófejben lehet alkalmazni, a neutronbombát és a nukleáris fegyverek számítógépes szimulációjához használt kódokat. A jelentés szerint az Egyesült Államok egészen 1995-ig nem is tudott arról, hogy kínai ügynökök atomkémkedést végeznek.
A jelentésben leírt nyomozás eredményeként letartóztatták a kínai származású Wen Ho Lee-t, aki a Los Alamos-i kutatóintézet munkatársa volt akkor és megvádolták, hogy nukleáris titkokat adott át Kínának. Azonban a Lee ellen felhozott vádakat végül nem sikerült bizonyítani és csak téves adatkezelés címén ítélték el. A vizsgálat során másokat is letartóztattak, mint pl. Peter Lee-t, aki a tengeralattjárók radarjára vonatkozó információkat adott át, vagy megbírságoltak, mint a Loral Space & Communications és a Hughes Electronics vállalatokat, amelyek rakétatitkokat adtak át. Azonban nem sikerült kideríteni, hogy ki állhat a nukleáris fegyverek titkainak eltulajdonítása mögött.

## Pakisztán
2004. januárban Dr. Abdul Qadeer Khan pakisztáni atomtudós bevallotta, hogy atomfegyverek technológiájára vonatkozó információkat adott át Líbiának, Iránnak és Észak-Koreának. Vallomása és  a titkosszolgálatok jelentései alapján Khan az urándúsításhoz használt centrifugák és kínai atomtöltetek tervezésére vonatkozó információkat, valamint működő centrifugákat adott el a három országnak. Khan korábban egy holland, szintén urándúsítással foglalkozó vállalattól (URENCO) szerzett be centrifugákat és ezzel indította be Pakisztán atomprogramját. 2004. február 5-én Pakisztán akkori elnöke, Pervez Musarraf tábornok bejelentette, hogy közkegyelmet adott Dr. Khannak, mivel a pakisztáni kormány szerint nem játszott jelentős szerepet az atomkémkedésben. Ennek ellenére továbbra sem adták át Dr. Khant a Nemzetközi Atomenergia-ügynökségnek.